# 취권 3
《취권 3》(醉拳 III: Drunken Master III)은 홍콩에서 제작된 유가량 감독의 1994년 액션, 코미디 영화이다. 유덕화 등이 주연으로 출연하였고 리젠성 등이 제작에 참여하였다.

## 출연

### 주연
- 유덕화
- 이가흔
- 계천생

## 기타
- 무술감독: 유가용
- 무술감독: 유가량
- 무술감독: 뇌승광